# 圣若瑟·奥利沃圣殿
圣若瑟·奥利沃圣殿（加泰罗尼亚语：Basílica de Sant Josep Oriol；西班牙语：Basílica de San José Oriol）是加泰罗尼亚巴塞罗那的一座罗马天主教宗座圣殿。

## 历史
该堂始建于1915年，建筑师 Enric Sagnier。该堂于1926年正式开放，但是钟楼和立面直到1930年才完成。1936年5月15日，庇护十一世将其升格为宗座圣殿。这是巴塞罗那的第五座宗座圣殿。
1936年7月西班牙内战期间，该堂被焚毁，战后的重建颇为缓慢，历史长达12年之久。